# André de Rambures
Pour les articles homonymes, voir André.
André de Rambures, né vers 1395, décédé le 12 août 1449 à Pont-Audemer fut un capitaine français au service du roi de France pendant la guerre de Cent Ans et l'un des compagnons d'armes de Jeanne d'Arc.

## Biographie

### Famille
André de Rambures était le fils de David de Rambures et de Catherine d'Auxy, dame de Dompierre et d'Escouy, fille d'Enguerrand d'Auxy et d'Isabelle de Goulons. Il épousa, en 1423, Péronne de Créquy, fille de Jean IV de Créquy (? - 1411), seigneur de Créquy et de Canapales et de Jeanne de Roye. Sur leurs trois fils, un seul survécut : 
- Jacques de Rambures[1] qui épousa Marie Antoinette de Berghes Saint-Winoch.

### Carrière militaire
Il participa à la bataille d'Azincourt en 1415 et devint seigneur de Rambures à la mort de son père.
Partisan du dauphin, avec Jacques d'Harcourt, il fut chassé du château de Rambures par le duc de Bourgogne Philippe le Bon en 1423. Le roi d'Angleterre Henri VI confisqua le château et la seigneurie de Rambures et les donna à Colard et Ferry de Mailly. André de Rambures participa à la bataille de Verneuil et y fut vaincu par le duc de Bedford.
En 1428, il s'empara par surprise de la place forte d'Etrepagny en Normandie mais dut rendre la place aux Anglais au bout de quelques mois.
En 1429, il commanda une compagnie à Orléans et participa, du 5 au 8 mai 1429, à la délivrance de la ville au côté de Jeanne d'Arc.
En 1430, capitaine d'Aumale il soutint avec 120 hommes un siège de 24 jours mais dut se rendre au duc de Suffolk. Fait prisonnier, il fut détenu pendant six ans en Angleterre.
Pendant sa détention, un de ses lieutenants, Charles Desmarets, prit d'assaut le château de Rambures, le jour de Pâques 1431, et l'utilisa comme base arrière pour des raids contre les Bourguignons : Saint-Valery-sur-Somme, Rue furent attaquées ou prises. En 1435, il participa à la prise de Dieppe.
André de Rambures rentra en France après le versement d'une rançon de 3 000 livres. En 1440, il participa au siège d'Harfleur où il négocia la reddition du duc de Somerset.
En 1449, il participa à la reconquête de la Normandie par Jean de Dunois mais fut tué lors de la prise de Pont-Audemer le 12 août 1449.

## Titres
- Maître des eaux et forêts en Ponthieu et Picardie,
- capitaine du château d'Aumale,
- capitaine d'armes,
- seigneur de Rambures, de Drucat de Dompierre-sur-Authie et d'Escouy.

## Pour approfondir